# Кьети
Кье́ти (итал. Chieti; лат. Theate, от др.-греч. Θεάτη) — коммуна в Италии, располагается в регионе Абруццо, в провинции Кьети.
Население составляет 50 646 человека (2019), плотность населения составляет 850,19 чел./км². Занимает площадь 59,57 км². Почтовый индекс — 66100. Телефонный код — 0871.
Покровителем коммуны почитается святой Иустин из Кьети, празднование 11 мая.
Кьети является основным местом проведения хорового фестиваля Chorus Inside.

## Демография
Динамика населения:

## Администрация коммуны
- Официальный сайт: http://www.comune.chieti.it/

## Города-побратимы
- Китай: Яньчэн[источник не указан 2840 дней]